# Marantochloa ramosissima
Marantochloa ramosissima är en strimbladsväxtart som först beskrevs av George Bentham, och fick sitt nu gällande namn av John Hutchinson. Marantochloa ramosissima ingår i släktet Marantochloa och familjen strimbladsväxter. Inga underarter finns listade.